# كوتبوس
كوتبوس (بالألمانية: Cottbus)، هي مدينة تقع في شرق ألمانيا في ولاية براندنبورغ على نهر شبري (بالألمانية: Spree)، وكانت قبل الوحدة الألمانية عام 1990 إحدى ولايات جمهورية ألمانيا الشرقية.

## التاريخ
استُوطنت المدينة في القرن العاشر عندما قام الصوربيون ببناء قلعة على جزيرة رملية في نهر الشبري. إن أول ذكر مسجل لاسم المدينة كان في عام 1156. وفي القرن الثالث عشر قدم المستوطنون الجرمان إلى المدينة وعاشوا فيها إلى جانب الصوربيين. في العصور الوسطى اشتهرت كوتبوس بالصوف وكانت تصدر منتجاتها إلى جميع أنحاء براندنبورغ و بوهيميا و ساكسونيا. في عام 1701 أصبحت المدينة جزءاً من مملكة بروسيا، وفي عام 1815 تنازلت مملكة ساكسونيا عن المناطق المحيطة بالمدينة لصالح بروسيا. بقيت المدينة جزءاً من ألمانيا الشرقية من عام 1949 وحتى إعادة توحيد ألمانيا عام 1990.

## توأمة
لكوتبوس اتفاقيات توأمة مع كل من:
- مونتروي (1959 - )
- غروسيتو (1967 - )
- ليبيتسك (1974 - )
- جلونا غورا (1975 - )
- تارغوفيشته (1975 - )
- كوشيتسه (1978 - )
- ساربروكن (1987 - )
- غلزنكيرشن (1987 - )
- Nuneaton and Bedworth [الإنجليزية]‏ منذ (1999 - )
- نانيتون [الإنجليزية]‏

## أعلام
- رودي فينك
- تريكسي ووراك
- روبرت هارتنغ
- طوني مارتين
- ستيفاني بول
- دوروتيا كلاينه
- بوكلير موسكاو

## وصلات خارجية
- الموقع الرسمي (إنجليزي) (ألماني)